# Bernardo Rossellino

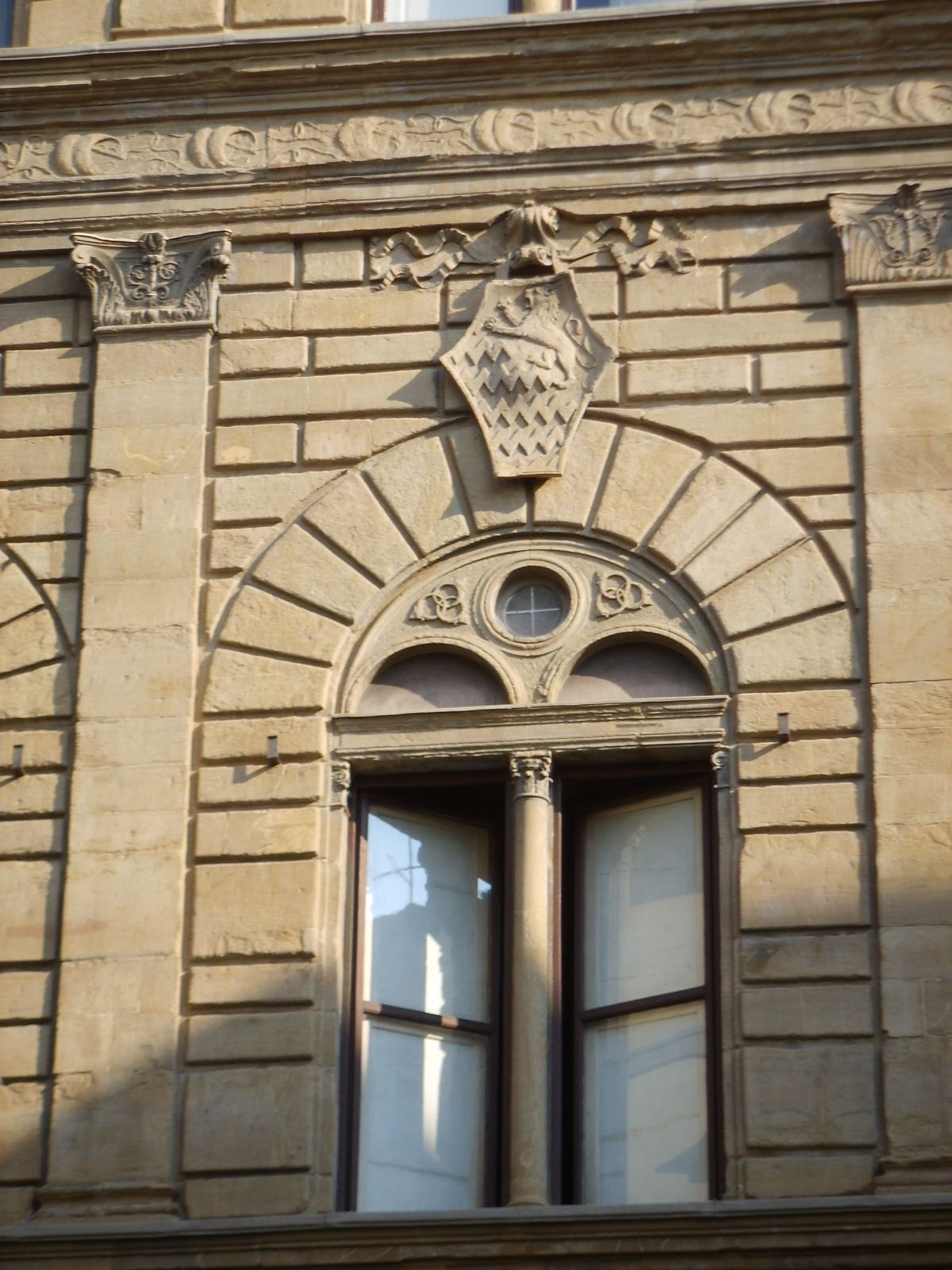
Ventana del Palacio Rucellai de Florencia, encuadrada por el orden arquitectónico del piano nobile y escudo.

Bernardo Rossellino (Settignano, República de Florencia, 1409 – Florencia, República de Florencia, 1464) fue un escultor y arquitecto del Renacimiento italiano. Su nombre real era Bernardo di Matteo Gamberelli. Era hermano mayor del pintor y escultor Antonio Rossellino. Los cinco hermanos Gamberelli o Rossellino tenían formación de cantería, aunque sólo Antonio y Bernardo fueron incluidos por Vasari en sus Vite.

## Edificios en Arezzo, Florencia y Roma
De joven fue pupilo y colaborador de Leone Battista Alberti, sobre cuyos esquemas y planos construyó el Palazzo Rucellai de Florencia (1446-1451), uno de los primeros ejemplos genuinos de palacio florentino del Renacimiento. Exhibe tres órdenes de pilastras planas inscritas en una fachada de almohadillado delicado y variado, bajo una cornisa sin friso.
En torno a 1453 intervino en la Basílica de Santa Croce de Florencia. La autoría de esta obra también es compartida. Parece haberse trazado por Filippo Brunelleschi (muerto en 1446), y probablemente Bernardo Rossellino fue el responsable de la ejecución. El pórtico de entrada fue obra de Benedetto da Maiano.
En Arezzo aplicó una fachada all'antica ("a la antigua", es decir, con elementos grecorromanos) a la estructura gótico-flamígera del Palazzo della Fraternita della Misericordia o dei Laici, una cofradía benéfica (1435).
Además de sus obras en Toscana, trabajó mucho en Roma para el Papa Nicolás V, obras entre las que se encuentran la ampliación del transepto y ábside de la Antigua Basílica de San Pedro (1452–55), que fue destruida en las siguientes reformas, o la renovación de la iglesia de planta centralizada de Santo Stefano Rotondo (ca. 1450) donde aún puede verse el altar debido a Rossellino.

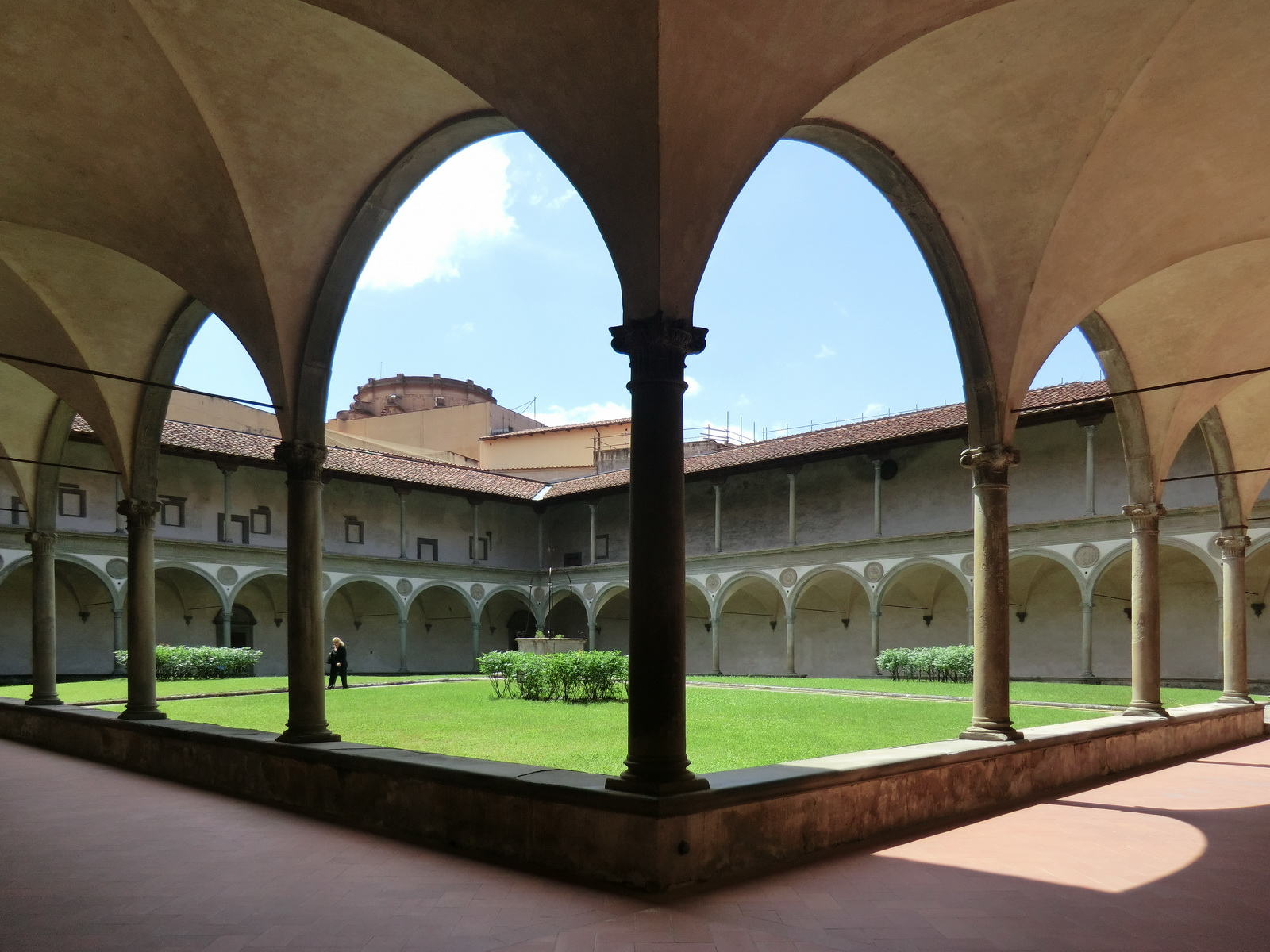
Segundo claustro o "gran claustro" de la Basílica de Santa Croce de Florencia.
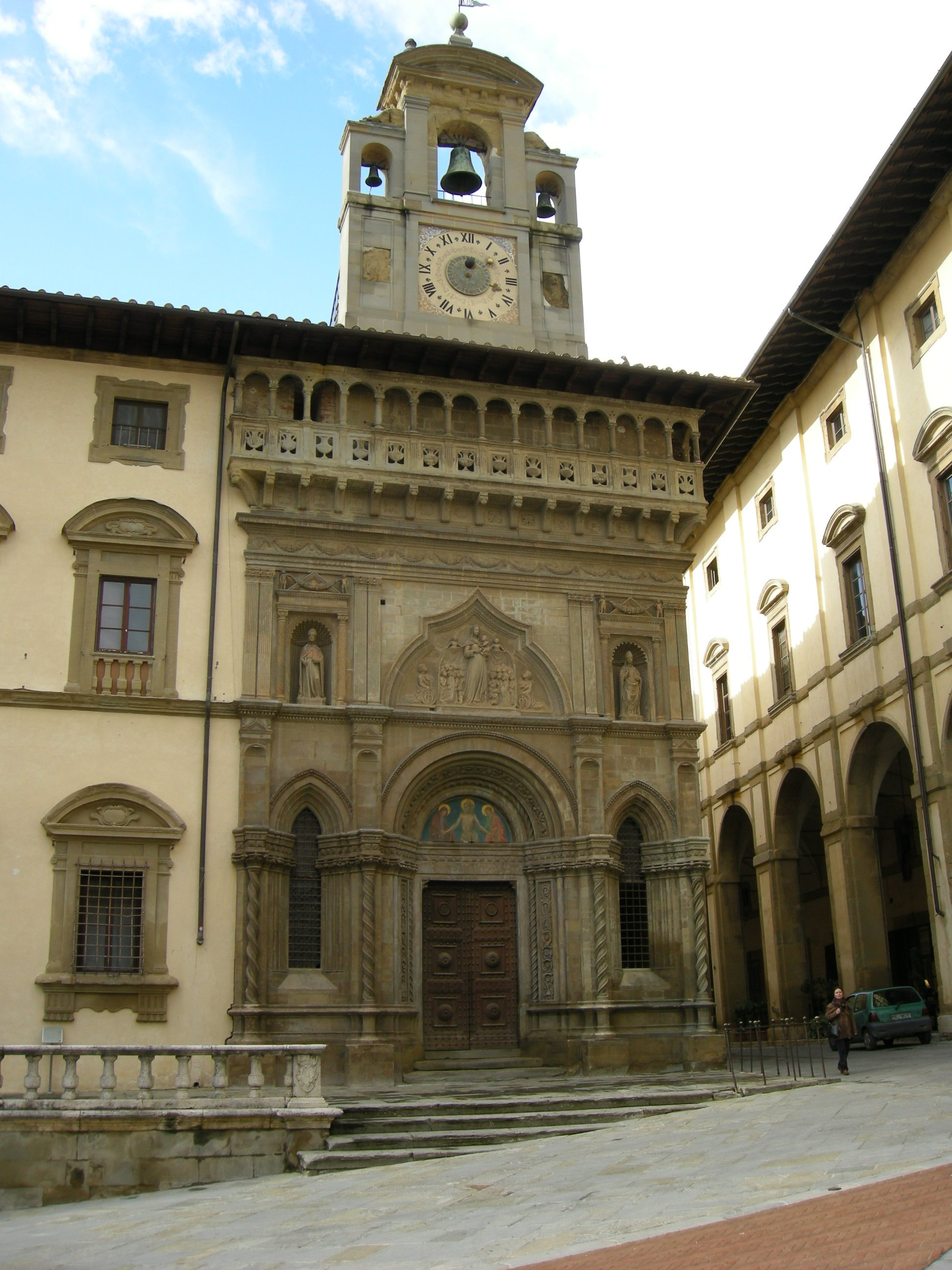
Fachada del Palazzo de la Fraternita dei Laici de Arezzo.
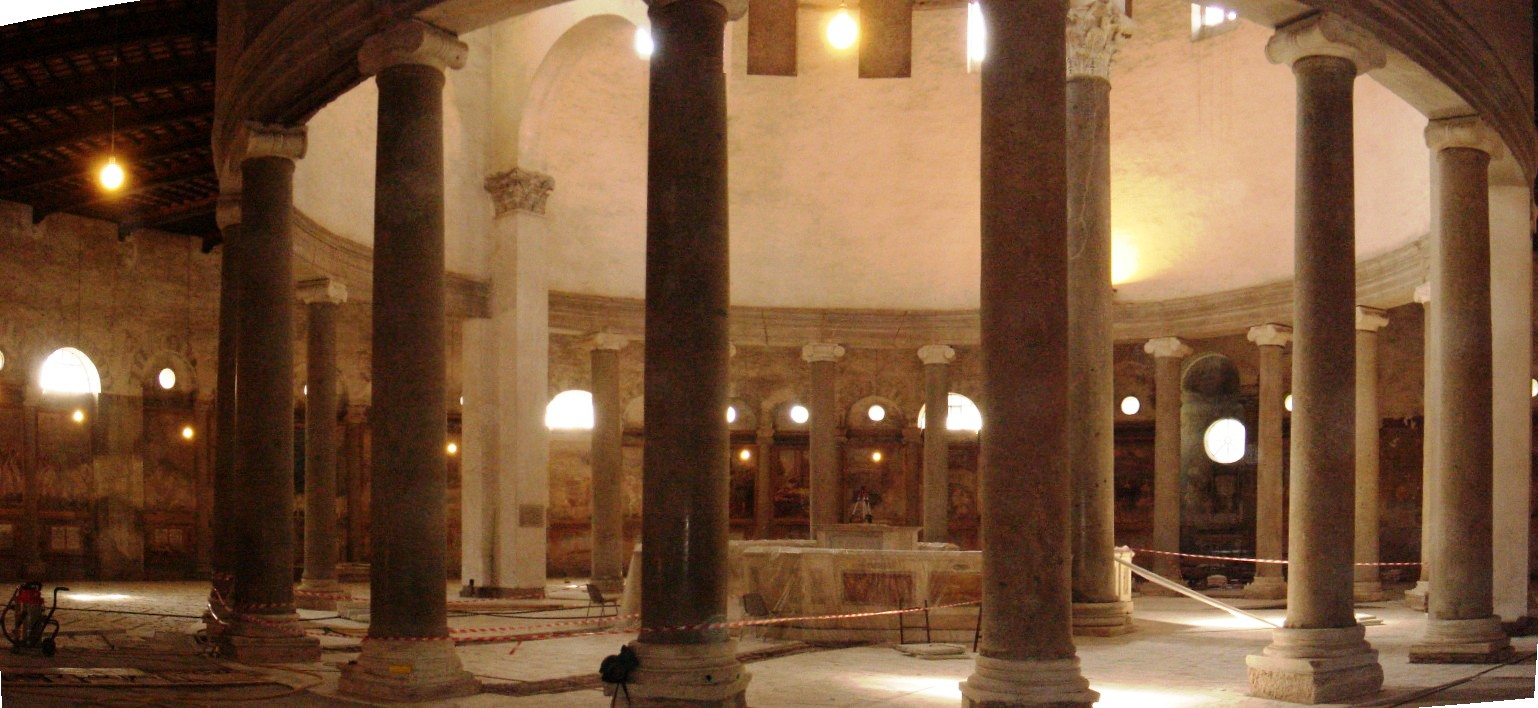
Interior de Santo Stefano Rotondo de Roma.

## Urbanización de Pienza
La obra más completa de Rossellino fue la planificación idealizada de Pienza, en el antiguo distrito de Corsignano, donde el Papa Pío II (1458-1464) quería realizar un entorno monumental en su lugar natal, diseñado conforme a nuevos principios urbanísticos y arquitectónicos renacentistas. Concibió un centro con Piazza -plaza- y construcciones principales rodeadas por el resto de la pequeña ciudad: el Duomo -catedral-, el Palazzo Pubblico, comunale o signoria -ayuntamiento-, el Palazzo Vescovile -palacio episcopal- y el Palazzo Piccolomini, donde asumió la organización de la fachada del Palazzo Rucellai. También incluye uno de los más antiguos jardines nobiliarios de Italia.

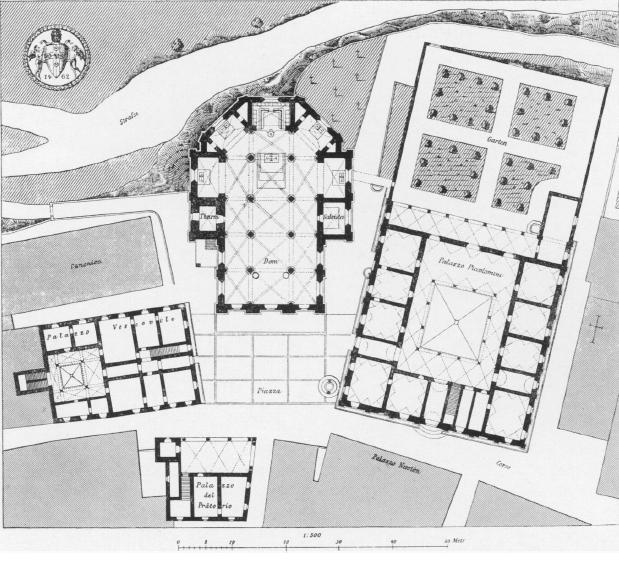
Planta de la Piazza de Pienza y sus edificios aledaños.
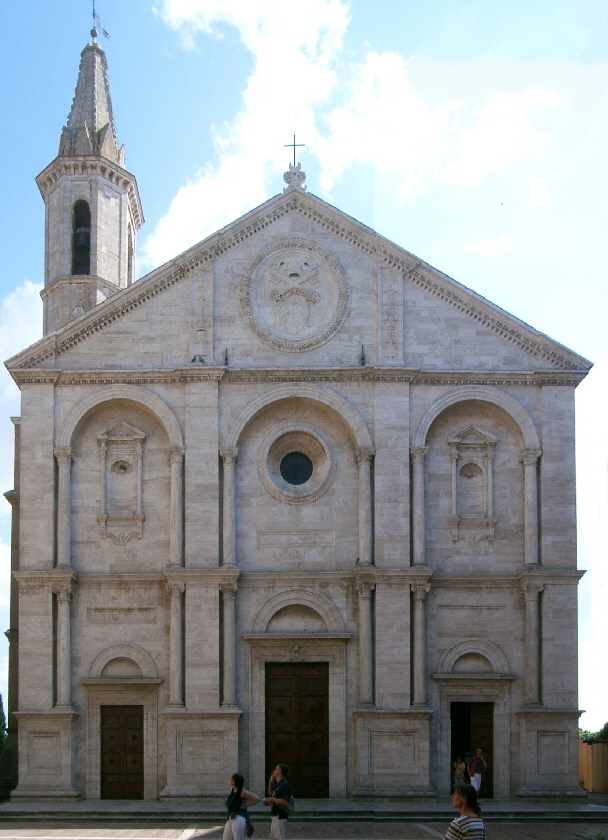
Duomo de Pienza.
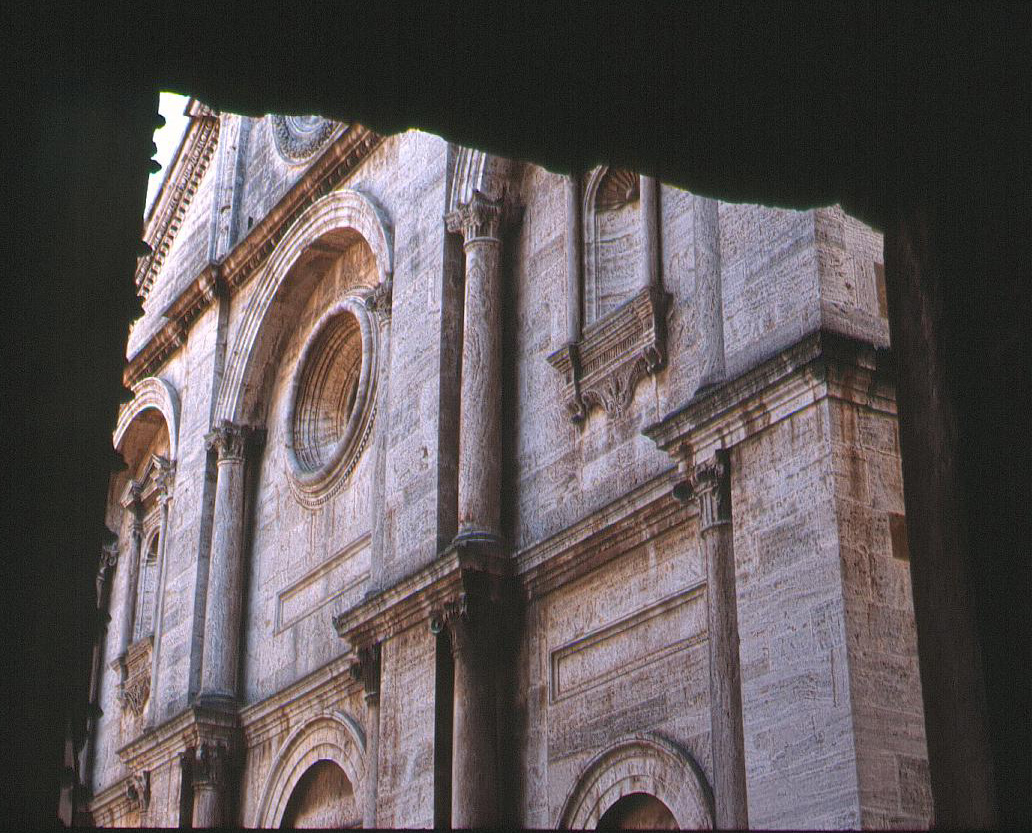
Vista parcial del Duomo desde la entrada al Palazzo Piccolomini.
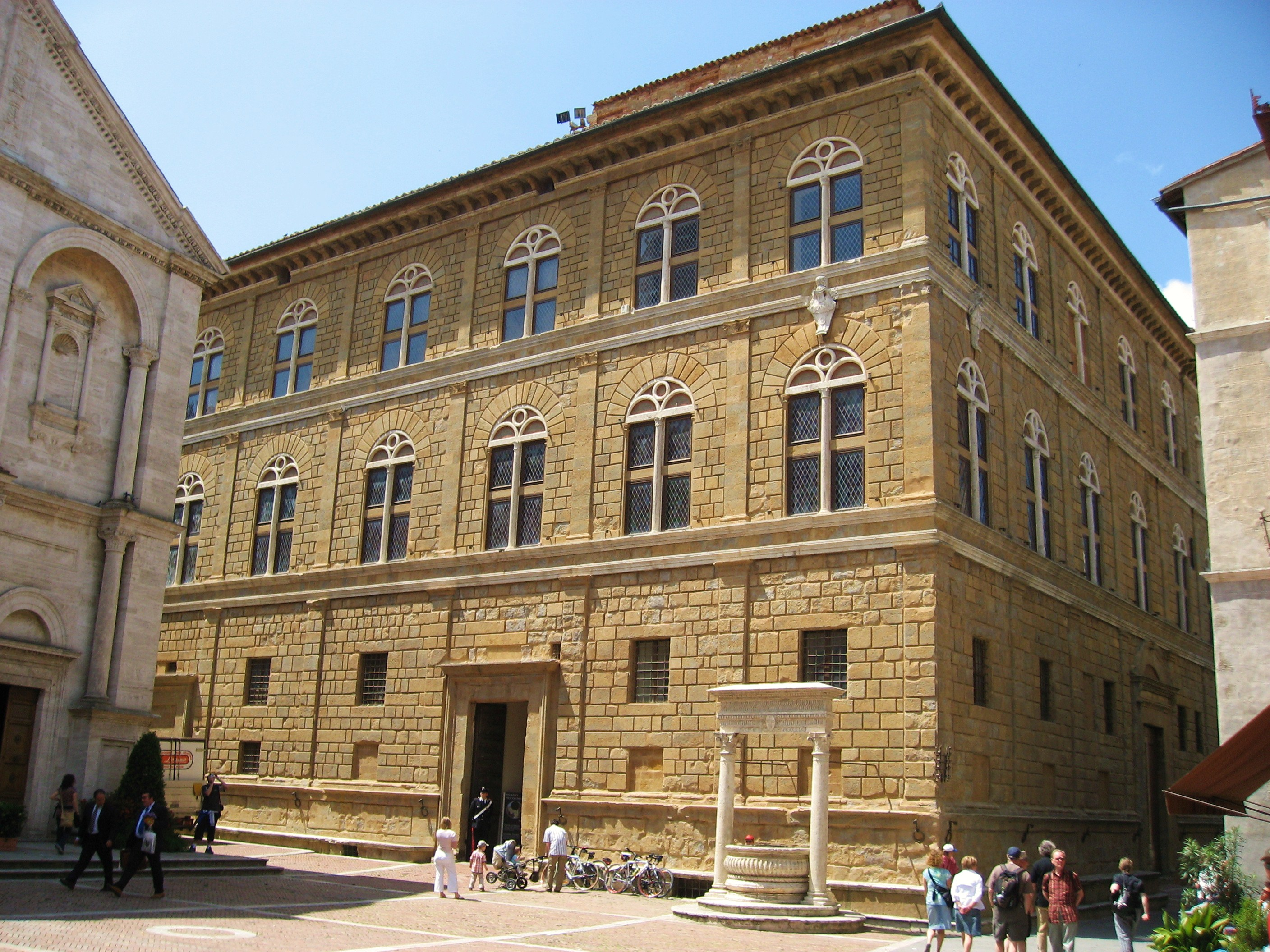
Palazzo Piccolomini de Pienza.
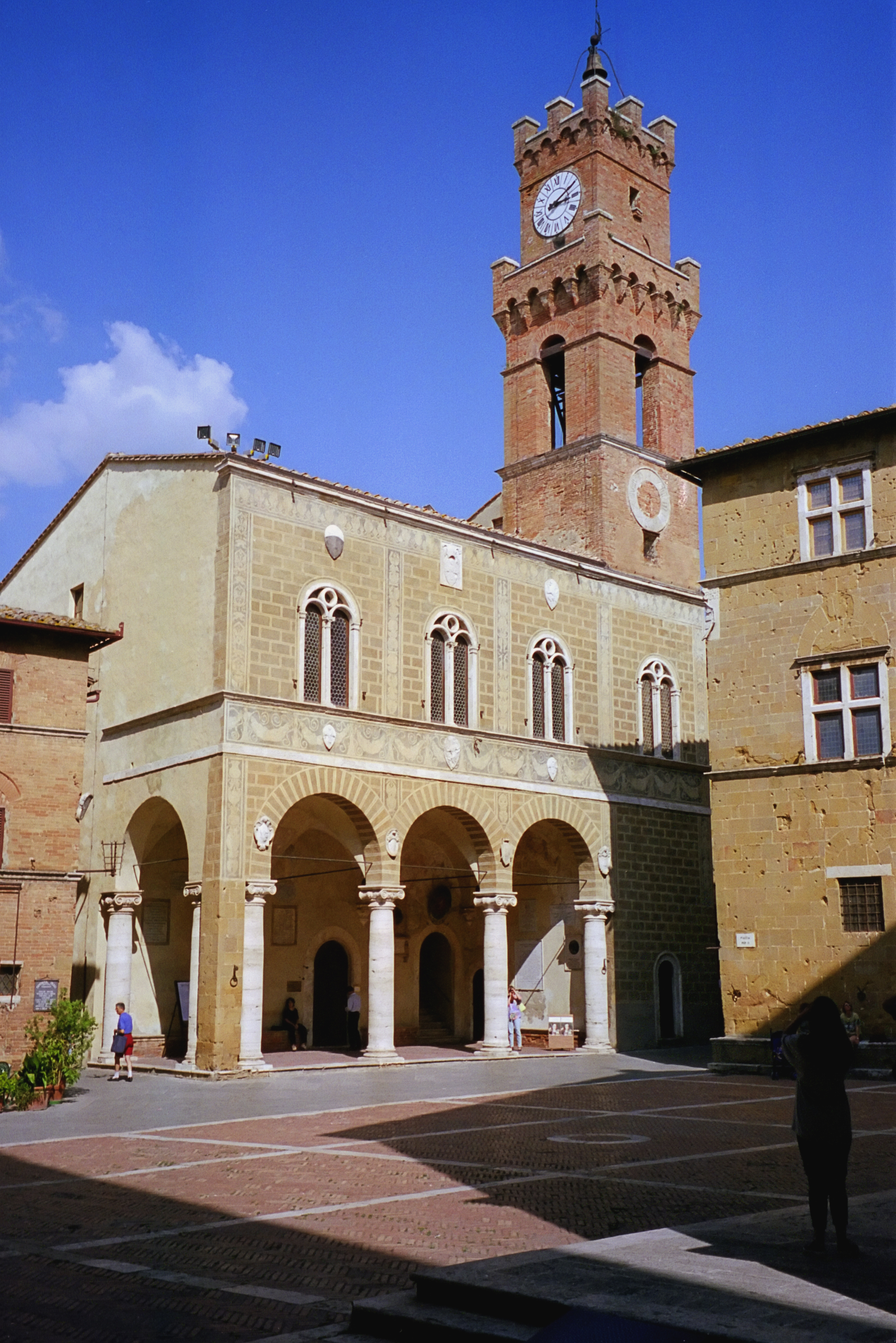
Palazzo Comunale de Pienza.
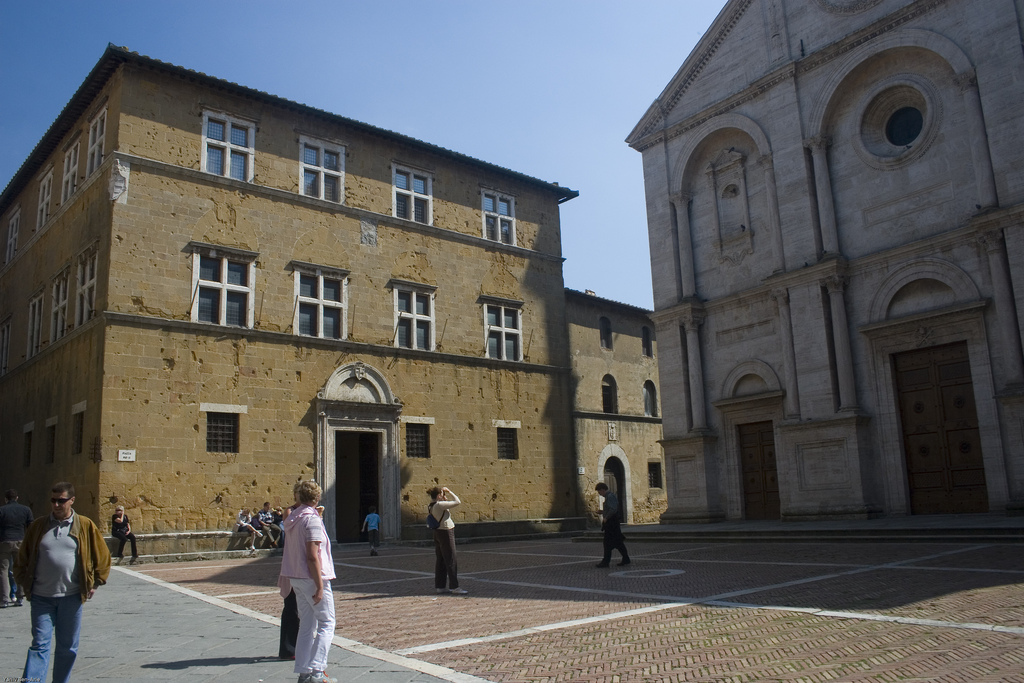
Palazzo Vescovile de Pienza.

## Palazzien Siena

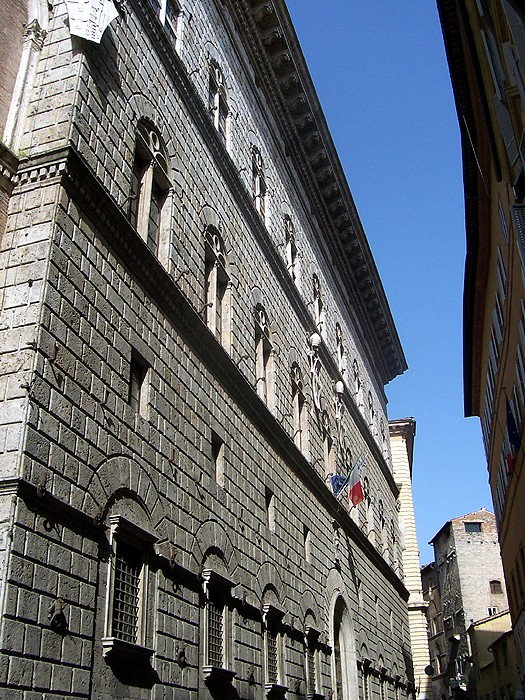
Palazzo Piccolomini de Siena.

También para el papa Pío, Rossellino diseñó el palacio sienés de los Nerucci o "de la papisa" y el hermoso Palazzo Piccolomini de Siena.

## Monumentos funerarios
Innovó el monumento funerario con la tumba mural de Leonardo Bruni en la basílica de Santa Croce de Florencia (1444 – 1447), indocumentada, pero enseguida famosa. En ella representó al último canciller florentino yaciendo en reposo en un sarcófago, en un relieve que revela la delgadez del muro, dentro de un entablamento con arco soportado por pilastras, recordando la apertura central de los arcos triunfales romanos, con un relieve de la Madonna en el tímpano. Este tipo de tumba fue repetida por otros artistas, el primero de ellos un paisano de Rossellino: Desiderio da Settignano, y se convirtió en un modelo durante todo el Renacimiento temprano o Quattrocento.

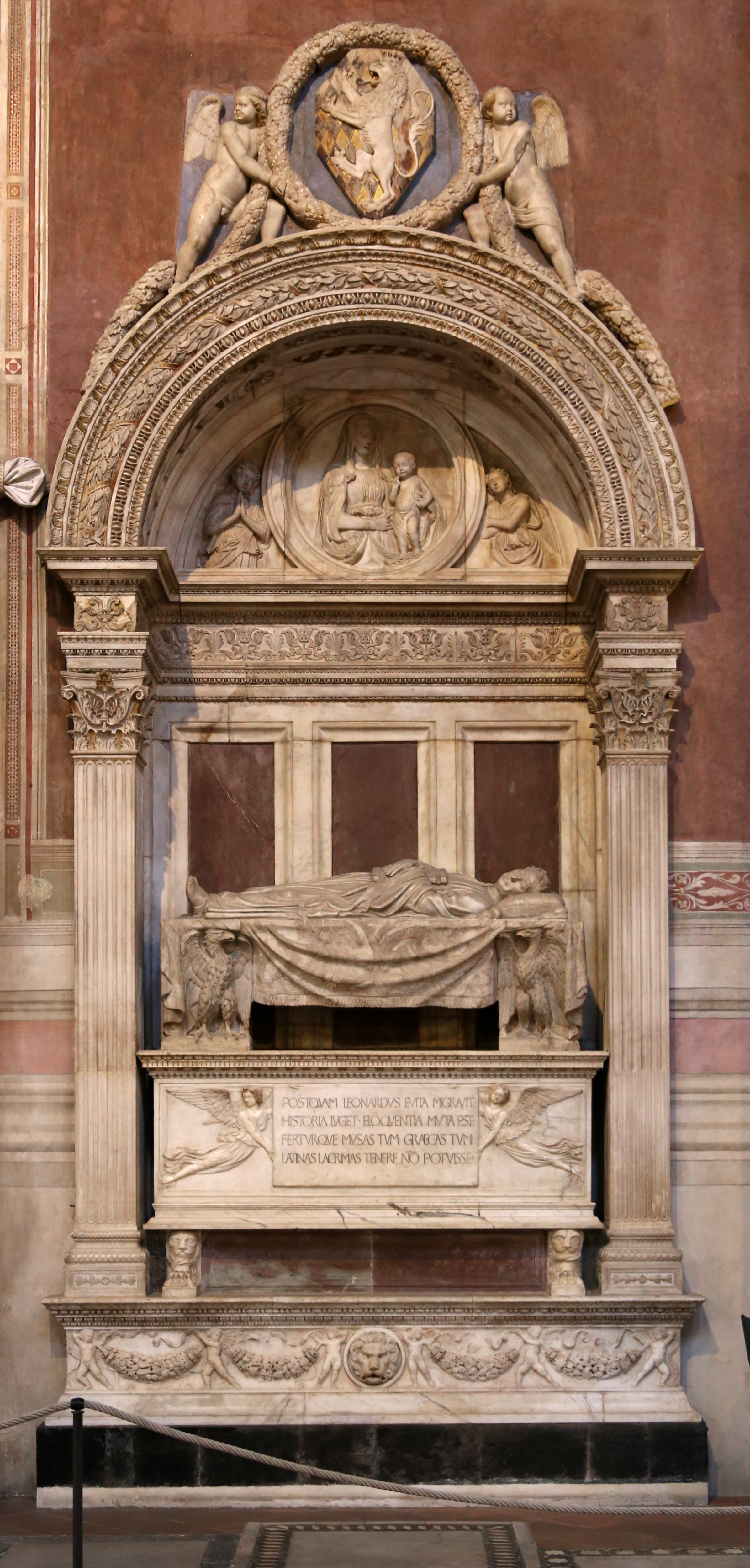
Tumba de Leonardo Bruni.
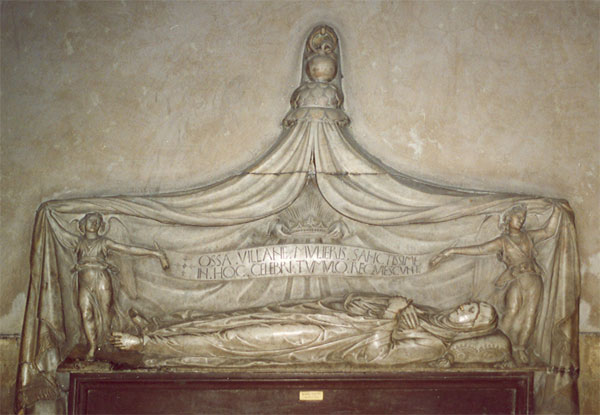
Tumba de la Beata Villana.
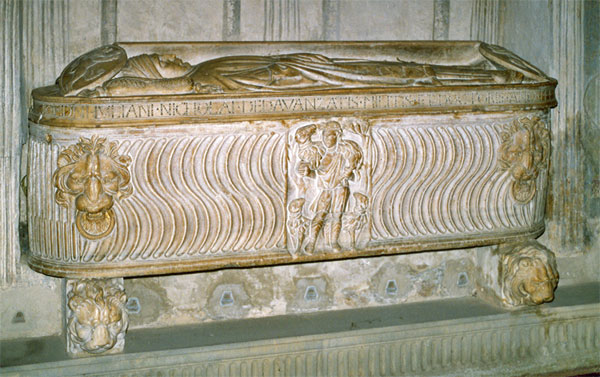
Tumba de Giuliano Davanzati.

Entre otras, diseñó la tumba de la Beata Villana (Villana de'Botti) en Santa Maria Novella de Florencia, y la del jurista Filippo Lazzari en San Domenico de Pistoia.

## Otras esculturas
Realizó numerosos encargos escultóricos en formato arquitectónico, entre los que se encuentran un pórtico de mármol ricamente ornamentado para el Palazzo Pubblico de Siena, y un panel de terracota con la Anunciación para la catedral de Arezzo.
Dos notables piezas, ambas con el tema de la Anunciación, son un tabernáculo en bajorrelieve de la iglesia de San Egidio de Florencia, y un grupo escultórico en la iglesia de San Esteban de Empoli, con la Virgen y el ángel en bulto redondo.

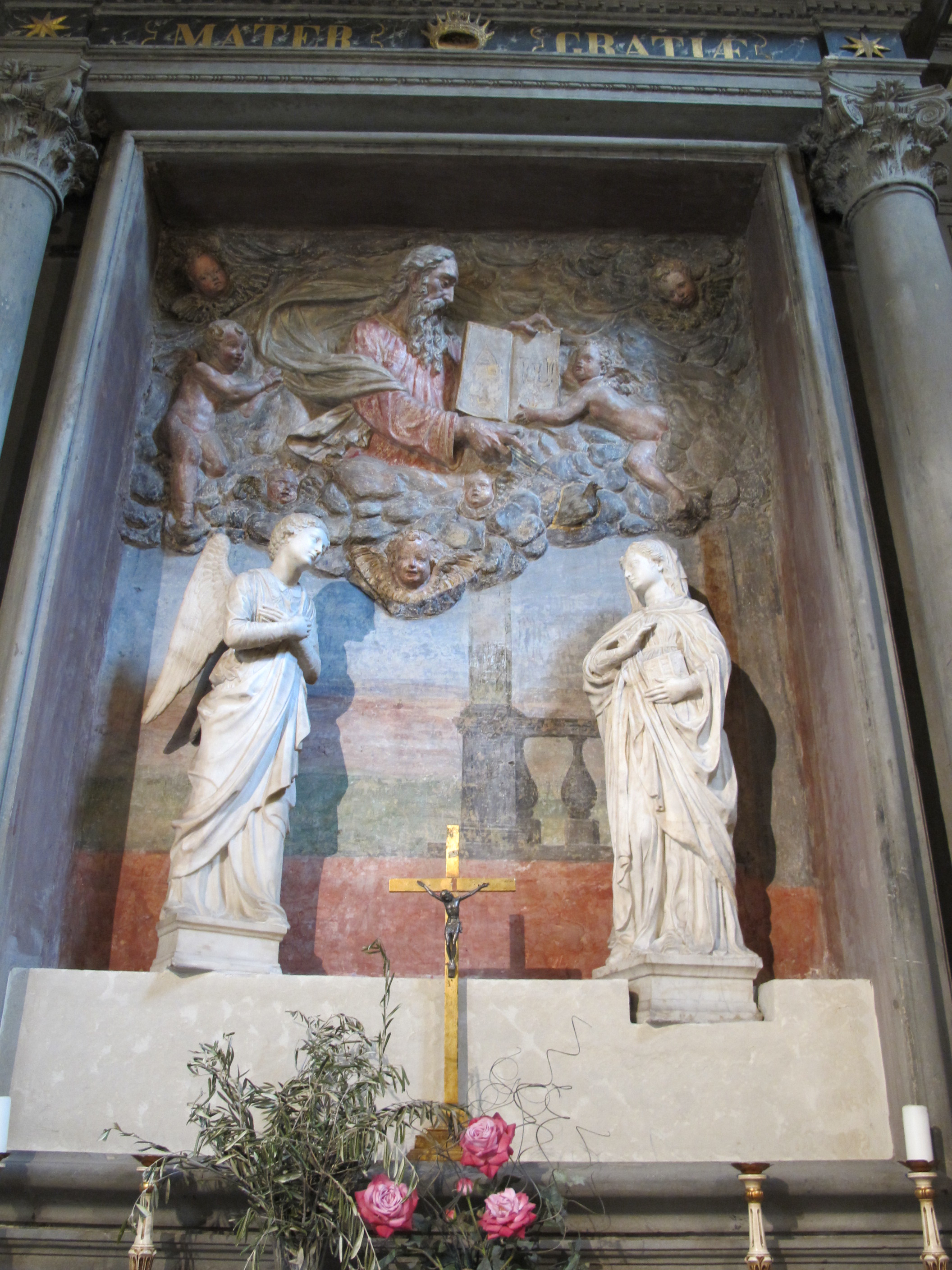
Anunciación de Empoli.
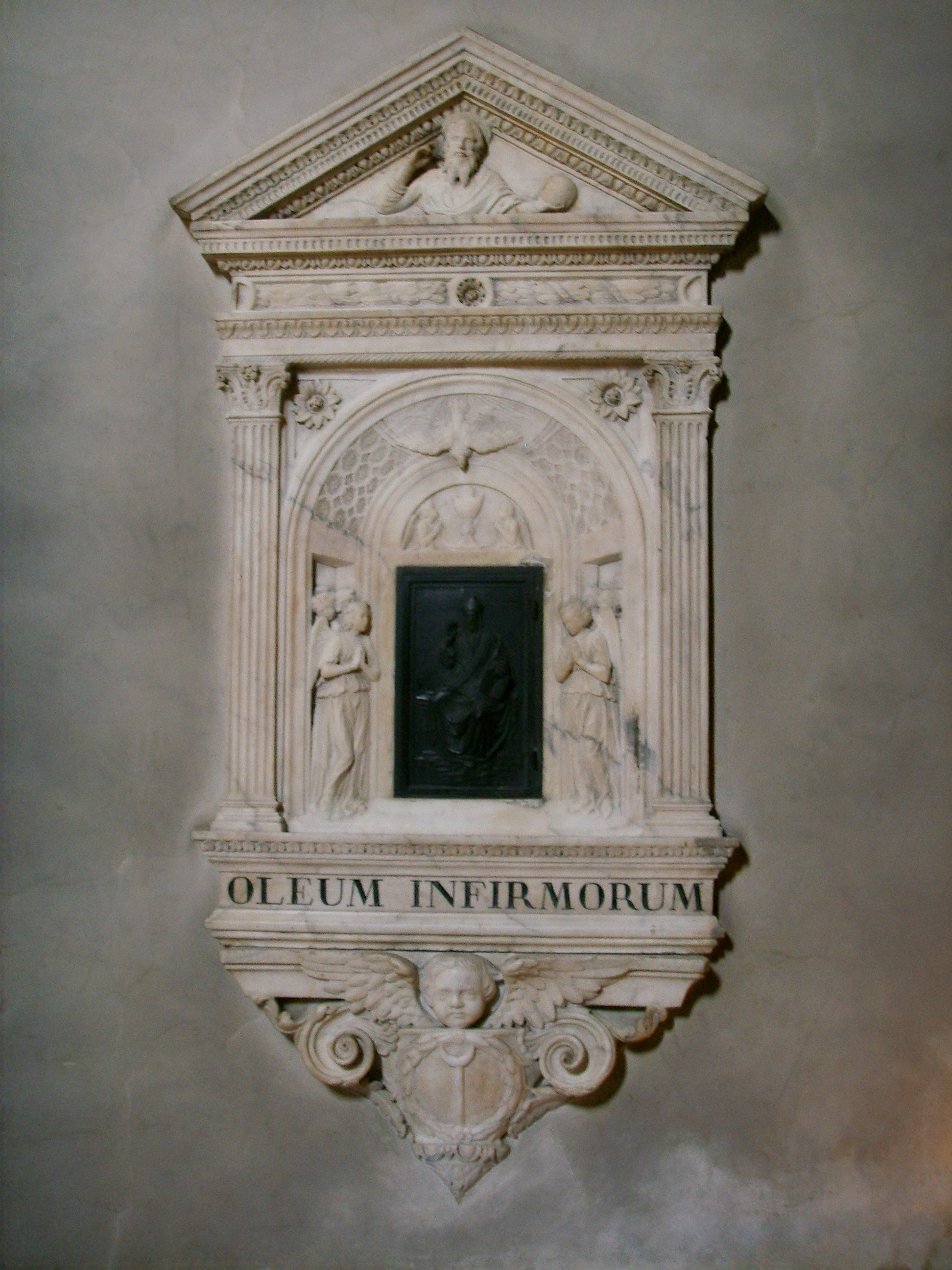
Anunciación de Florencia.